# Mimoclystia undulosata
Mimoclystia undulosata là một loài bướm đêm trong họ Geometridae.